# Mirko Kokotović
Miroslav „Mirko“ Kokotović (srbskou cyrilicí Милослав Кокотовић; 15. dubna 1913, Lukavac, Rakousko-Uhersko – 15. listopadu 1988, Záhřeb, SFR Jugoslávie) byl chorvatský fotbalový záložník.
Reprezentoval Jugoslávii (v letech 1931–1939; 23 odehraných zápasů a 4 vstřelené branky) a v době druhé světové války Nezávislý stát Chorvatsko (v letech 1940–1944; 15 odehraných utkání a 2 vstřelené branky).
Po skončení hráčské kariéry se stal trenérem, vedl např. Dinamo Záhřeb, Lokomotivu Záhřeb, Fenerbahçe Istanbul, AEK Athény a další týmy.